# Chang Eun-jung
Chang Eun-jung (* 18. August 1970) ist eine ehemalige südkoreanische Hockeyspielerin. Sie gewann 1988 und 1996 jeweils die olympische Silbermedaille.

## Karriere
Die Südkoreanische Nationalmannschaft schloss in der Vorbereitung auf die Olympischen Spiele 1988 in Seoul zur Weltspitze auf. Beim Turnier in Seoul gewannen die Südkoreanerinnen ihre Vorrundengruppe und bezwangen im Halbfinale die Britinnen. Im Finale unterlagen sie den Australierinnen mit 0:2.
1990 gewannen die Südkoreanerinnen den Titel bei den Asienspielen in Peking. Bei den Olympischen Spielen 1992 in Barcelona gewann das Team erneut die Vorrundengruppe. Im Halbfinale unterlagen sie den Spanierinnen nach Verlängerung, anschließend verloren sie den Kampf um Bronze gegen die Britinnen ebenfalls nach Verlängerung. Mit vier Toren war Chang in Barcelona erfolgreichste Torschützin ihrer Mannschaft.
1994 in Hiroshima gewannen die Südkoreanerinnen erneut den Titel bei den Asienspielen. Bei den Olympischen Spielen 1996 in Atlanta spielten alle acht teilnehmenden Mannschaften gegeneinander, die beiden Tabellenersten nach dieser Runde bestritten das Finale. Es kam zu einer Neuauflage des Olympiafinales von 1988 und erneut siegten die Australierinnen. Chang war mit acht Treffern zusammen mit der Australierin Alyson Annan erfolgreichste Torschützin des Turniers.